# Baixas de Fora do Porto das Poças (Santa Cruz das Flores)
Baixas de Fora do Porto das Poças é um afloramento rochoso marítimo localizado no oceano Atlântico junto à costa da ilha das Flores, no concelho de Santa Cruz das Flores. Encontra-se nas coordenadas geográficas de Latitude 39º27.167'N (39.453ºN) e Longitude 31º07.140'W (31.119ºW).

## Descrição
A formação geológica da Baixa de Fora do Porto das Poças apresenta-se com uma composição geológica pouco variada cujos matérias de origem vulcânica são originados em escoadas lávicas submarinas de natureza basáltica e com uma morfologia regular, apresentando no entanto uma forte fracturação de orientação vertical.
Esta formação geológica está parcialmente coberta por blocos basálticos de grande e média dimensão e também por alguns depósitos arenosos em locais de maior profundidade ou onde haja abrigo das correntes marítimas.
Aparecem ainda neste local algumas grutas resultantes da forma desordenada da acumulação dos materiais vulcânicos. O fundo circundante apresente grandes superfícies completamente planas.
O acesso a esta formação geológica tem de ser feito por barco, sendo que é de difícil localização visto se encontrar a uma cota de profundidade da ordem dos 15 metros, não sendo assim visível à superfície. A cota de profundidade média ronda no entanto os 46 metros tendo em atenção os diferentes desníveis de profundidade que compõem esta estrutura.
Esta formação geológica é utilizada para a realização de mergulho de escafandro predominantemente diurno, sendo no entanto que se trata de uma zona de mar aberto e sujeita a correntes marítimas repentinas.

## A fauna e a flora dominante
A fauna e a flora dominante desta formação geológica são a Ostrea cochlear, a Asparagopsis armata e a Zonaria flava, sendo no entanto possível observar-se uma grande variedade de fauna e flora marinha em que convivem mais de 58 espécies diferente, sendo de 7.7 o Índice de Margalef.
Foi proposto nos trabalhos de Martins & Santos (1991) e Santos (1992), medidas de protecção da biodiversidade a este ilhéu.

## Fauna e flora observável
- Arreião (Myliobatis aquila),
- Água-viva (Pelagia noctiluca),
- Alga vermelha (Asparagopsis armata),
- Anêmona-do-mar (Alicia mirabilis),
- Alface do mar (Ulva rígida)
- Ascídia-flor (Distaplia corolla),
- Aglophenia tubulifera,
- Barracuda (Sphyraena),
- Boga (Boops boops),
- Bodião (Labridae),
- Caravela-portuguesa (Physalia physalis),
- Chicharro (Trachurus picturatus).
- Judia (Coris julis)
- Estrela-do-mar (Ophidiaster ophidianus),
- Lírio (Campogramma glaycos),
- Mero (Epinephelus itajara),
- Ouriço-do-mar-negro (Arbacia lixula),
- Peixe-cão (Bodianus scrofa),
- Peixe-porco (Balistes carolinensis),
- Peixe-balão (Sphoeroides marmoratus),
- Peixei-rei (Coris julis),
- Polvo (Octopus vulgaris),
- Pomatomus saltator,
- Poliquetas,
- Ratão (Taeniura grabata),
- Salmonete (Mullus surmuletus),
- Zonaria flava.